# 레고 닌자고 (애니메이션)

《레고 닌자고》(영어: Lego Ninjago)는 2010년부터 동명의 장난감을 소재로하여 방영되고 있는 애니메이션으로, 당시 폭발적 인기를 불러일으켰다.

## 스토리
2010년 5월 2일, 평범한 대장장이 집의 장남이였던 카이의 집에 마스터우가 방문해서 자신의 제자가 되라고 제안한다. 하지만 효성스러운 카이는 부모님의 곁을 떠나고 싶지 않아 거절하나, 사무카이가 해골 군단을 대리고 나타나 카이의 여동생인 니야를 납치해 가자 이에 분노한 카이는 흥부의 제자가 되어 불의 닌자가 된다. 이후 흥부의 다른 제자들인 번개닌자 제이, 얼음의 닌자 쟌, 흙의 닌자 콜을 만나고 니야를 구하기 위해 마스터우의 닌자 수련원에서 수련하게 된다.

## 등장 인물

### 마스터우(Master Wu)
이 애니메이션에서는 마스터 우(Master Wu)라는 예명을 쓰고 있다. 가마돈의 동생이자 제이, 카이, 콜, 쟌의 스승으로,그는 형 가마돈이 오버로드에 의해 타락한 뒤 제자들을 훈련시키며 다시 형을 원래 상태로 되돌려 놓기 위해 노력하고 있다. 최초의 스핀짓주 마스터의 둘째아들이다.

### 제이(Jay Woker)
본명은 제이 워커(Jay Woker). 흥부의 3번째 제자이며, 카이의 선배이다. 번개의 원소 능력을 가진 블루닌자이다. 장난기 가득한 성격으로 닌자팀의 분위기 메이커이다.카이의 여동생인 니야에게 호감을 가지고 있으며, 자신이 무서워하는 번개와 친해지기 위해 마스터우의 제자가 되는 길을 선택했다. 이후 니야와 연인으로 발전했다. 도복 색상은 파란색.

### 카이(Kai)
원래 평범한 대장장이 집의 장남이였지만 어느날 사무카이에게 여동생 니야가 납치되자 마스터우의 4번째 제자가 되어 불의 닌자로 각성했다. 마스터우의 제자들인 레이와 마야 사이에서 태어났으며 레이의 원소인 불을 물려받았다. 이후 제이, 콜, 쟌과 함께 여동생 니야를 구한 이후에도 계속 마스터우의 제자로 남게되었다.도복색상은 빨간색.

### 니야(Niya)
카이의 여동생으로, 사무카이에게 납치되어 친오빠 카이가 닌자가 되는 계기를 제공했다. 닌자들에게 구출된 이후, 오빠 카이가 계속 마스터우의 제자로 남게되어 니야 역시 닌자들의 조력자가 되었으며 이후 어머니 마야의 원소 능력을 물려받아 물의 닌자가 되었다. 이후 자신을 좋아하는 제이와 연인이 되었다.

### 쟌(Jane)
로봇(닌드로이드)로,마스터우와 함께 지내면서 마스터우의 2번째 제자가 되었다. 얼음을 원소 능력으로 사용한다. 원래 닌드로이드이지만 인간처럼 마음을 가지고 있으며 착한 성격을 가졌다. 도복 색상은 하얀색이다.

### 콜(Cole)
마스터우의 1번째 제자로, 원소 능력으로 흙을 사용한다.원래는 콜도 니야에거 호감을 가지고 있었다.한때는 모로에게 죽임을 당해 유령이 되기도 했었다. 도복 색상은 검은색.
오버로드(Overlord)
옛날에 최초의 스핀짓주 마스터에게 추방당했다
닌자고시티를 파괴하는 것을 목표로 삼고 있으다
가마돈을 조종한적이 있다

## 성우
- 신용우: 카이, 팡톰 (오른쪽 머리), 보로보, 제이콥, 굴타
- 김두희: 콜, 액시디쿠스(전)
- 정재헌: 쟌, 크런차, 와이플래시, 파이토, 칼로프, 뉴로, 몽키 레치, 에코 쟌
- 엄상현: 제이, 넉클, 팡톰 (왼쪽 머리), 보그 박사, 그래비스, 카파우, 클랜시
- 남도형: 로이드(시즌 8부터), 라발(시즌 5)
- 문남숙: 로이드(시즌 7까지), 에드나, 스카일라, 미스타케
- 박지윤: 니야, 마사코, 톡스
- 이윤선: 마스터 우
- 송준석: 가마돈, 슬리타, 스칼리도, 애쉬, 섀도우, 아이조
- 이호산: 스케일스, 에드, 대럿, 크립터 장군, 클라우즈, 투명 원소 마스터, 주구, 경비원, 레이스, 펜윅, 페이드, 클랜시, 사무라이 X
- 김영선: 사무카이(후), 오버로드, 줄리엔 박사 (쟌의 아버지), 마스터 첸, 터너, 쵸페
- 윤미나: 픽셀, 카밀, 반샤, 모로(아이), 독생크, 마키아, 황후
- 현경수: 소토, 플린트록, 선더즈, 크럭스, 사이먼
- 안지환: 로닌, 칸지칸, 더블룬
- 홍진욱: 액시디쿠스(후)
- 이장원: 악튜러스
- 박성태: 모로(어른)
- 최석필: 나다칸
- 구자형: 양 사부
- 김영찬: 소울 아처
- 김명준: 노부
- 안장혁: 코주 장군
- 최한: 라우
- 김기흥: 아크로닉스, 허친스
- 임채헌: 래그멍크, 킬로우, 황제
- 박신희: 딜라라
- 심규혁: 블렁크
- 변영희: 사무카이(전)
- 김자연: 하루미
- 이명희 : 울트라 바이올렛
- 전태열 : 크래거(시즌 5)
- 이현 : 오메가, 클러치 파오스